# 주성환 (배우)
주성환(1971년 4월 2일 ~ )은 대한민국의 배우이다.

## 학력
- 명지대학교 연극영상과 학사

## 출연 작품

### 영화
- 《신명》 (2025년) - 김석일 역
- 《인민을 위해 복무하라》 (2022년) - 국방부 위원장 역
- 《제8일의 밤》 (2021년) - 반장 역
- 《투빅맨》 (2020년) - 양반장 역 (본작의 진 최종 보스)
- 《봉천 호랑이 이상대》 (2019년) - 구로다 역
- 《어떤살인》 (2015년) - 이 팀장 역
- 《군도: 민란의 시대》 (2014년) - 조공 부장 역
- 《불꽃처럼 나비처럼》 (2009년) - 우의정 역

### 드라마
- 《너의 등짝에 스매싱》 (TV조선, 2017년)
- 《투깝스》 (MBC, 2017년)
- 《브라보 마이 라이프》 (SBS, 2017년) - 드라마 국장 역
- 《왕은 사랑한다》 (MBC, 2017년)
- 《크리미널 마인드》 (tvN, 2017년)
- 《맨투맨》 (JTBC, 2017년)
- 《맨몸의 소방관》 (KBS2, 2017년)
- 《장사의 신 - 객주 2015》 (KBS2, 2015년~2016년)
- 《후아유 - 학교 2015》 (KBS2, 2015년) - 형사 역
- 《전설의 마녀》 (MBC, 2014년~2015년) - 형사 역
- 《나쁜 녀석들》 (OCN, 2014년) - 차우진 역
- 《삼총사》 (tvN, 2014년)
- 《쓰리 데이즈》 (SBS, 2014년) - 임건영 수행과장 역
- 《대풍수》 (SBS, 2012년) - 장군 왕안덕 역
- 《유령》 (SBS, 2012년) - 형사 역
- 《옥탑방 왕세자》 (SBS, 2012년) - 형사 역
- 《무신》 (MBC, 2012년) - 송문주 장군 역
- 《무사 백동수》 (SBS, 2011년)
- 《초혼》 (SBS, 2010년) - 춘태 역
- 《로드 넘버원》 (MBC, 2010년) - 북한장교 역
- 《김수로》 (MBC, 2010년) - 토룡 역
- 《자이언트》 (SBS, 2010년) - 지배인 역
- 《돌아온 일지매》 (MBC, 2009년)
- 《타짜》 (SBS, 2008년) - 망치 역
- 《HDTV 문학관  - 노래여! 마지막 노래여!》 (KBS1, 2006년) - 남연 역